# Michael Kienmayer
Le baron Michael von Kienmayer, né le 17 janvier 1755 à Vienne et mort le 28 octobre 1828 dans cette même ville, était un officier de cavalerie autrichien.
Il fut au service du Saint-Empire, combattant d'abord contre les Prussiens et les Ottomans. Au cours des guerres révolutionnaires, il se fit une grande réputation de courage et devint général. Pendant la Deuxième Coalition et les guerres napoléoniennes qui suivirent, il commandait à la fois les divisions de cavalerie et un corps d'armée. En reconnaissance de ses services, l'empereur le fit en 1802 « colonel » (c'est-à-dire propriétaire) d'un régiment de cavalerie de son armée. Il fut ensuite gouverneur de Galicie, Transylvanie et enfin de Moravie.

## Premières armes
Michael Kienmayer naquit le 17 janvier 1755 à Vienne, en Autriche. Son père, Michael Franz Kienmayer, était membre du Conseil aulique et vice-président du gouvernement. Le jeune Kienmayer commença sa carrière militaire en 1774 en tant que cadet de l'armée impériale d'Autriche, au 26e régiment d’infanterie de ligne Puebla de Portugalo. Dès 1775 il était promu sous-lieutenant du 8e régiment de dragons Jung-Modena (de). Versé au 35e régiment de hussards Barco (de), il prit part à la guerre de Succession de Bavière en 1778.
Au cours de la guerre austro-turque, Kienmayer excella à contenir par des combats d'escarmouche l'assaut des Ottomans contre les avant-postes autrichiens en avril 1788. Plus tard dans l'année, il s'illustra au siège de Khotin sous les ordres du prince Josias de Saxe-Cobourg et fut promu commandant en novembre. Il combattit à Focşani le 21 juillet 1789 et, pour récompense de son assaut victorieux contre l'ennemi en fuite, fut promu lieutenant-colonel. À l'issue de la bataille de Rimnik (septembre 1789), le prince de Saxe-Cobourg le chargea d'aller annoncer la victoire à l'empereur Joseph II. Il regagna le front et en novembre exécuta une nouvelle manœuvre audacieuse qui lui permit de capturer un des officiers turcs. Promu colonel, il prit le commandement du 19e régiment de dragons Levenehr. Il reçut en outre le 21 décembre 1789 l’ordre militaire de Marie-Thérèse, la plus haute décoration d'Autriche, pour sa bravoure face à l'ennemi.

## Guerres révolutionnaires

### Première coalition
Rappelé au 35e régiment de hussards Barco, Kienmayer en assura le commandement pendant toute la campagne des Flandres (avril 1792-été 1793) qui marqua le début des combats de la Première Coalition. Il combattit le 13 mai 1794 sous les ordres de Franz Kaunitz-Rietberg à Rouvroy, où les Autrichiens firent échouer le plan de contournement de la Sambre par le nord, entreprise par le général Charbonnier. Au cours de cet affrontement, Kienmayer, à la tête de son régiment de hussards, chargea une colonne de 6 000 fantassins ennemis. Le 11 juin, il était promu général de brigade pour ses exploits.
Au début de l'été 1796, il commandait une brigade de l'Armée du Rhin inférieur, d'abord sous les ordres de l’archiduc Charles puis de Wilhelm von Wartensleben. L’Armée de Sambre-et-Meuse commandée par le général Jourdan fondit sur sa formation de 4 500 hommes à Giessen le 8 juillet. Les Français le forcèrent à évacuer la place, mais il limita les pertes en hommes. Le 17 août, il combattit aux côtés de la division du général Kray à Sulzbach-Rosenberg. Cette action constitue les prémices de la bataille d'Amberg où l’archiduc Charles reprit la direction des opérations. Kienmayer commandait une brigade combinant des unités d'infanterie et de cavalerie de la division  von Hotze lors de la bataille de Wurtzbourg le 3 septembre. Le lendemain, il prit l’initiative d'un assaut de cavalerie plein d’audace qui lui permit de s’emparer d’un important dépôt de provisions à Wertheim, et des barques transportant les munitions.

### Deuxième coalition
Au début de la Deuxième Coalition, Kienmayer prit part à la bataille d'Ostrach les 20-21 mars 1799. Quatre jours plus tard, sa brigade de cavalerie rallia la division du comte Nauendorf (en) pour la bataille de Stockach. Le 24 mai, il défendit Andelfingen, où pendant plusieurs heures il parvint à contenir l'armée très supérieure en nombre du général Ney, avant de décrocher avec un minimum de pertes. Pour cet exploit, il fut promu lieutenant général le 6 mars 1800. Il prit part à l’affaire de Bühl en avril et combattit encore à Biberach le 9 mai.
Au terme de la trêve estivale, Kienmayer se vit confier le commandement de l'aile droite de l'armée de l’archiduc Jean. Ce corps de 16 000 hommes était formé des divisions de l’archiduc Ferdinand et de Schwarzenberg. Il tenait l'aile nord du dispositif autrichien destiné à attaquer le flanc gauche du général Moreau, mais le cours des événements força l’archiduc Jean à y renoncer pour marcher directement au secours de Munich.
Lors de la bataille de Hohenlinden qui s'ensuivit, le 3 décembre 1800, le corps d'armée Kienmayer formait l'aile droite de l'armée impériale. Ses troupes se portèrent en direction des avant-postes français et bientôt furent aux prises avec les trois divisions du général Grenier. Les contingents autrichiens, surtout le régiment Schwarzenberg, firent preuve d'une extrême combattivité, mais le général Baillet de Latour, qui commandait une colonne du centre autrichien, négligea les progrès accomplis par le corps Kienmayer. Entretemps, les officiers du général Moreau parvinrent à se dégager de la manœuvre d'enveloppement au centre du général Kollowrat et même mirent le centre ennemi en déroute. Moreau put alors se tourner sur l'aile droite autrichienne, qui poursuivait vaillamment l'assaut au nord. Kienmayer sentit la menace et donna l'ordre de la retraite, sauvant l'essentiel de ses forces, malgré la perte de 500 hommes du régiment Ferdinand, faits prisonniers. Dans la déroute qui fit suite à la défaite d'Hohenlinden, le général Richepanse harassa l'arrière-garde du corps Kienmayer à Frankenmarkt le 17 décembre, lui infligeant la perte de 2 650 soldats.
En 1802, l'empereur le fit « colonel » (c'est-à-dire propriétaire) d'un régiment de cavalerie de son armée, le 8e régiment de hussards Kienmayer (de).

## Guerres napoléoniennes

### Troisième Coalition
Pour la Troisième Coalition en 1805, Kienmayer commandait un corps d'armée de l’archiduc Ferdinand et du général Mack. Tenant l'aile orientale de la formation autrichienne, il put sans trop de difficulté se dégager de la manœuvre d’encerclement de Napoléon et échappa au sort funeste du reste de l’armée du général Mack au siège d'Ulm. Il rallia alors l'armée du général Koutouzov qui faisait retraite vers la Moravie.

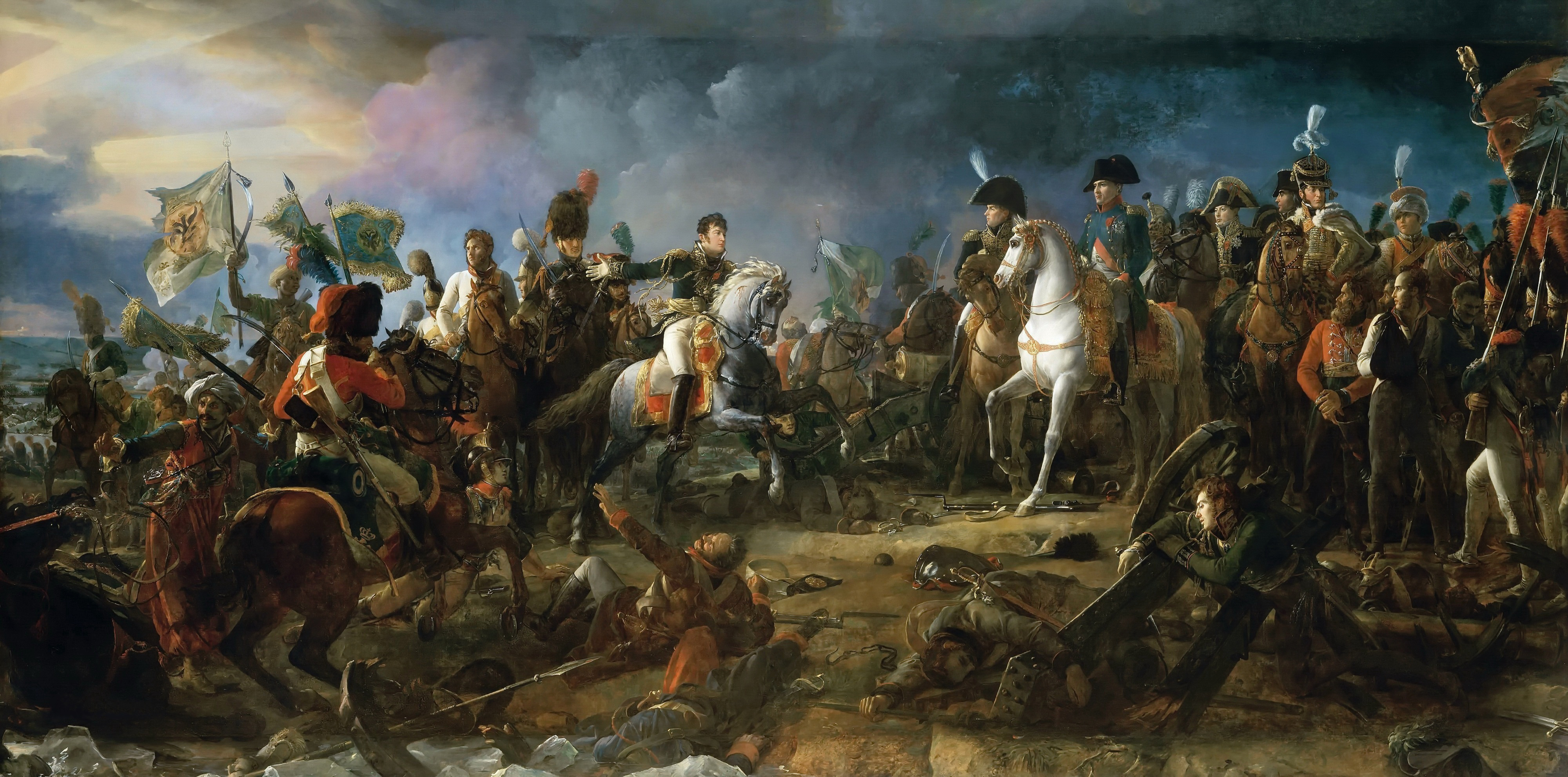
Kienmayer participa activement à la bataille d'Austerlitz, le 2 décembre 1805. Huile sur toile de François Gérard, 1810, château de Versailles.

À la bataille d'Austerlitz, Kienmayer dirigeait la garde avancée de l'aile gauche de l’armée du général russe Buxhoeveden ; avec 6 780 fantassins et cavaliers, son unité constituait la première « division légère » qu'ait connue l'armée impériale. Il avait sous ses ordres les généraux Georges Symon de Carneville (commandant cinq bataillons slaves d'infanterie), Moritz Liechtenstein (8 escadrons de hussards et 1 000 Cosaques), Wilhelm von Stutterheim (8 escadrons de cavalerie légère), et Johann Nostitz-Rieneck (6 escadrons de hussards et 100 uhlans). Douze batteries d'artillerie mobile étaient rattachées à sa division.
Le plan de bataille assignait à la division Kienmayer la tâche de déloger les Français du village de Telnitz et de s'emparer des hauteurs surplombant le ruisseau de Goldbach par l'ouest. D'emblée à 8 h du matin, les Autrichiens se heurtèrent à 300 voltigeurs ennemis disséminés dans un vignoble. La résistance opiniâtre des Français contraignit Kienmayer à engager prématurément les deux bataillons du 2e régiment slave Szekler pour s'emparer de la colline. Exploitant systématiquement tous les obstacles formés des vignes, des fossés et les moindres accidents de terrain autour de Tellnitz, les 1 000 hommes du 3e régiment d'infanterie de ligne tinrent tête à cinq bataillons d'infanterie autrichiens avant de décrocher. Finalement, c'est la charge en colonne du 7e régiment de chasseurs russe qui expulsa les Français du village ; mais à ce moment les renforts français purent rallier la place et le 108e régiment d'infanterie de ligne du colonel Higonet reprit Telnitz. Les Français furent, semble-t-il, par trop impétueux ensuite, car les hussards autrichiens, encore tenus à l'écart de la mêlée, purent les charger. Après d'importantes pertes (plusieurs dizaines de morts et des centaines de prisonniers), ils durent de nouveau abandonner Telnitz et repasser le Goldbach permettant aux Austro-Russes de Buxhoeveden de se redéployer au-delà du ruisseau vers 9 h 30. Selon un historien militaire américain, 
« Si les Austro-Russes étaient parvenus à déloger le 3e régiment de ligne de  Tellnitz, le cours de la bataille d'Austerlitz aurait été sensiblement différent ; mais la résistance opiniâtre des Français arrêta net l'attaque des coalisés, et les exposait à une contre-attaque depuis le plateau de Pratzen (...) La tactique autrichienne contribua sans aucun doute au succès des Français à Tellnitz ; car si l'on ne peut mettre en doute la détermination des soldats (le seul examen des pertes en hommes à Tellnitz en témoigne), on peut à juste titre critiquer leur attaque en masse. »
Après la percée des Français sur le plateau de Pratzen qui mit les Coalisés en déroute, Kienmayer couvrit la retraite de Buxhoeveden.

### Cinquième Coalition

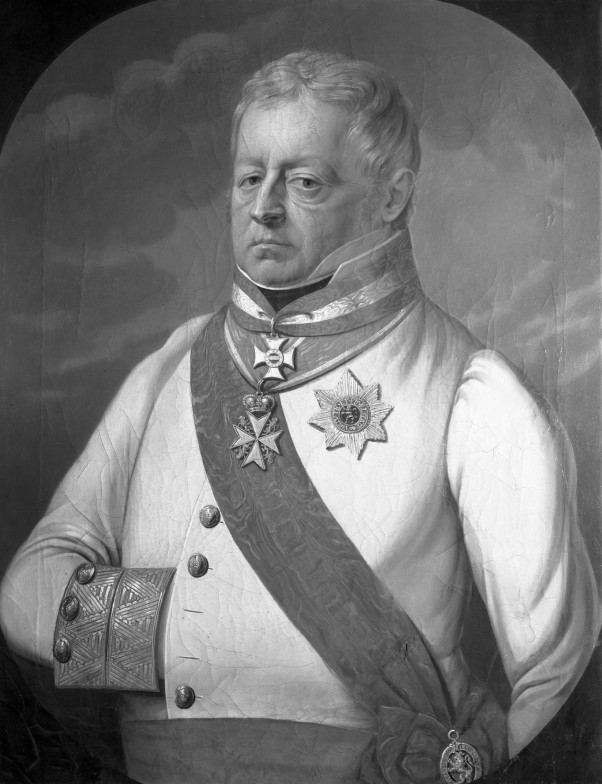
Le général Michael Kienmayer. Huile sur toile de Johann Andreas Gehbard, 1821, Bibliothèque nationale autrichienne.

Pour la Cinquième Coalition de 1809, Kienmayer commandait le IIe corps de réserve autrichien. Cette formation de 9 000 hommes comprenait cinq bataillons de grenadiers et 12 escadrons mixtes de cuirassiers et de dragons. Kienmayer combattit le 21 avril à la bataille de Landshut sous les ordres du général Hiller. Au cours de la retraite des Coalisés, le 3 mai, son corps d'armée fut encore engagé à la bataille d'Ebersberg.
Ayant rallié le gros de l'armée, l'archiduc Charles fusionna le corps Kienmayer avec les débris du Ier corps de Réserve. Le général Kienmeyer, à la tête de 5 770 fantassins et de 24 pièces d'artillerie empruntées à une  division de cavalerie de réserve, s'illustra particulièrement lors de la bataille d'Essling les 21-22 mai : tandis que les armées s'affrontaient le long du Danube, les unités légères autrichiennes pillèrent le royaume de Saxe allié des Français, incitant Jérôme Bonaparte, roi de Westphalie, à engager son armée à son tour. En juin, l’archiduc Charles chargea Kienmayer de former le XIe corps d'armée à partir de ses propres unités et de renforts. Les Français du roi Jérôme (marchant depuis Leipzig) et du général Junot (marchant depuis Bamberg) tentèrent de prendre en tenaille le corps Kienmayer. Kienmayer se dégagea en battant séparément Junot à Gefrees le 8 juillet, puis Jérôme qui finit par évacuer précipitamment toute la Saxe ; l'armistice de Znaïm, signé le 11 juillet, mit cependant un terme aux hostilités.
En reconnaissance de sa victoire en Saxe, Kienmayer fut promu au grade suprême de général de cavalerie le 3 août 1809. D'autres récompenses vinrent en avril 1810, avec la croix de commandeur de l'ordre de Marie-Thérèse.

## Gouverneur militaire
Kienmayer fut détaché auprès du gouverneur de Hongrie de 1809 à 1813, et s'abstint de participer à la campagne d'Allemagne (1813) et à la campagne de France (1814), préférant se consacrer à l'administration de la province de Galicie. De 1814 à 1820, il exerça le commandement militaire de la Transylvanie, période durant laquelle il fut engagé dans la campagne de 1815 où il entreprit le siège de Neuf-Brisach. Il fut par la suite commandant militaire en Moravie de 1820 à 1826, jusqu'à sa retraite de l'armée.
En marge de ses états de service, Michael von Kienmayer, qui était passionné par les minéraux, se fit un nom en géologie.
Il mourut à Vienne le 28 octobre 1828. L'historien allemand Hellmuth Rössler le décrit comme un général « énergique et audacieux ». Il était très apprécié de ses soldats.